# Nīākān
Nīākān (persiska: نياكان, نيَّگَن, نيّاكان, نِياكان) är en ort i Iran.   Den ligger i provinsen Chahar Mahal och Bakhtiari, i den centrala delen av landet, 400 km söder om huvudstaden Teheran. Nīākān ligger 2 386 meter över havet och antalet invånare är 103.
Terrängen runt Nīākān är kuperad åt sydost, men åt nordväst är den bergig. Nīākān ligger nere i en dal.Runt Nīākān är det ganska glesbefolkat, med 42 invånare per kvadratkilometer. Närmaste större samhälle är Chelgard, 10,3 km söder om Nīākān. Trakten runt Nīākān består i huvudsak av gräsmarker.